# 張睿 (宣德進士)
張睿（1404年—？），字志通，河南開封府鄢陵縣人，明朝政治人物。

## 生平
宣德四年（1429年）己酉科河南鄉試第三名舉人，五年（1430年）中式丁丑科會試第八十三名，三甲第三十四名進士。

## 家族
曾祖張成甫；祖父張顯道，元朝稅課局大使；父張著。